# تيم شارب
تيم شارب (بالإنجليزية: Tim Sharp)‏ هو فنان أسترالي، ولد في 9 مايو 1988.